# Rybnik
Rybnik délnyugat-lengyelországi város a sziléziai vajdaságban, a rybniki szénmező legnagyobb városa, Lengyelország egyik legfontosabb gazdasági központja.

## Történelem
A város neve a lengyel hal (ryba) szóból származik.
1327-ben a Csehország része lett. A 15. században a husziták lerombolták a várost. 1526-ban a Habsburg Birodalom része lett.
1740-ben a sziléziai háború során Poroszország szerezte meg.
1918-ban Lengyelország része lett, majd a németek 1939-ben elfoglalták. 1945-ben a Vörös Hadsereg elfoglalta és Lengyelország része lett ismét.

## Városrészek
| - Boguszowice – lakótelep - Boguszowice Stare - Chwałowice - Chwałęcice - Golejów - Gotartowice - Grabownia - Kamień - Kłokocin | - Ligota – Ligocka Kuźnia - Meksyk - Niedobczyce - Niewiadom - Maroko – Nowiny - Ochojec - Orzepowice - Paruszowiec – Piaski - Popielów | - Radziejów - Rybnicka Kuźnia - Rybnik – Północ - Smolna - Stodoły - Śródmieście - Wielopole - Zamysłów - Zebrzydowice |

## Lakosság
141 374 lakos 0,03%-a külföldi. A 25. legnagyobb lengyel város. A munkanélküliség 9,5%.

## Kultúra

### Múzeumok
- Városi múzeum
- Zabytkowa kopalnia "Ignacy"

### Kulturális helyek
- Rybniki kulturális központ
- Művelődési ház
- Śląskie Centrum Muzyczne
- Klub Harcówka

### Mozik
- Cinema City
- Premierowe
- Apollo
- Zefir
- Plejada

## Testvértelepülések
- Dorsten Németország
- Bedburg-Hau Németország
- Eurasburg Németország
- Saint Vallier Franciaország
- Mazamet Franciaország
- Liévin Franciaország
- Iwano-Frankiwsk Ukrajna
- Szolnok Magyarország
- Newtownabbey Nagy-Britannia
- Larisa Görögország
- Karviná Csehország
- Haderslev Dánia
- Vilnius Régió Litvánia